# Burg Rosenfeld
Die Burg Rosenfeld, auch Schloss Rosenfeld genannt, ist eine abgegangene Burg in der Altstadt von Rosenfeld im Zollernalbkreis in Baden-Württemberg.
Die nicht mehr genau lokalisierbare Burganlage befand sich vermutlich im Bereich Schloßstraße-Spitalstraße an der Südwestecke der Stadtbefestigung. Bei der Burg handelte sich um ein hohes Gebäude mit Satteldach und Turm mit Fachwerkhausaufsatz vor dem Südgiebel.
Die Burg war Sitz der Herren von Rosenfeld und später im Besitz der Herren von Frauenberg und der Freiherren von Türk. 1684 wurde die Burg durch Brand beschädigt, wurde ab 1700 in bürgerlichem Besitz als Brauerei und Gasthaus genutzt, brannte 1908 aus und wurde daraufhin abgebrochen.